# 김승일 (축구인)
김승일(1945년 9월 2일 ~ )은 조선민주주의인민공화국의 전직 축구 선수이다. 현역 시절 포지션은 공격수였다.